# 히가시톳토리정
히가시톳토리정(東鳥取町)은 오사카부 센난군에 설치되었던 정이다. 현재의 한난시 동부·남부에 해당한다.

## 역사
- 1889년 4월 1일 - 정촌제 시행과 함께 히네군 히가시톳토리촌이 성립하였다.
- 1896년 군 통합으로 센난군으로 변경되었다.
- 1960년 11월 1일 - 정으로 승격해 히가시톳토리정이 되었다.
- 1972년 10월 20일 - 난카이정과 합병해 센난정이 성립하였다. 동일 히가시톳토리정은 폐지되었다.

## 교통

### 철도
- 일본국유철도 한와 선

난카이 본선 오자키 역이 인접한 난카이 정 다이자오자키 정에 소재하였으나, 혼마치 다이자시모데·구로다와의 착종지가 되어 있어 사실상 혼마치와의 경계상이다.

### 도로
- 오사카 부도 64호선
- 오사카 부도 204호선
- 오사카 부도 257호선
- 오사카 부도 752호선

현재는 한와 자동차도 한난 나들목이 소재하지만, 당시는 미개통이였다.